# Falcon (série de jeux vidéo)
 (novembre 2014).
Si vous disposez d'ouvrages ou d'articles de référence ou si vous connaissez des sites web de qualité traitant du thème abordé ici, merci de compléter l'article en donnant les références utiles à sa vérifiabilité et en les liant à la section « Notes et références ».

Historique de la franchise Falcon

Falcon est une série de simulateurs de vol de combat centrée sur l'avion de chasse F-16 Fighting Falcon.

## Historique
La première version de la saga Falcon, développée par Spectrum HoloByte, est parue en 1987. Elle est disponible pour les PC MS-DOS et a été portée une année plus tard pour Amiga et Atari ST dans une version retravaillée graphiquement par rapport à la version originale, Falcon A.T (Falcon 2.0). Les producteurs exécutifs des deux disquettes 3" ½ constituant le logiciel étaient Mark Johnson et Gilman « Chopstick » Louis.
Une version compatible avec le Sega Genesis fut également prévue. 
Falcon simule du combat aérien contre le MiG-21, mais aussi des attaques au sol contre des lanceurs de missiles anti-aériens. Le joueur peut effectuer douze missions différentes et choisir parmi cinq degrés de difficulté, correspondant à cinq grades différents. Le jeu progresse par vagues, la difficulté croissant avec le temps.
En novembre 1989 et octobre 1990 sont apparues les extensions du jeu, respectivement Falcon Mission Disk 1: Operation Counterstrike et Falcon Mission Disk 2: Operation Firefight, ajoutant de nouvelles missions et augmentant le degré de difficulté.
Falcon 3.0 sort en décembre 1991. Cette version introduit pour la première fois les ailiers et une campagne dynamique, ainsi qu'un éditeur de missions, obtenant dès lors le statut de référence dans le domaine des simulateurs de vol. Trois extensions voient le jour : Operation Fighting Tiger en juillet 1992, puis MiG-29 et Hornet: Naval Strike Fighter en juillet et décembre 1993, introduisant d'autres avions pilotables.
À l'occasion de la mise sur le marché d'une version Gold regroupant Falcon 3.0 et ses diverses extensions, le nouveau propriétaire de Spectrum HoloByte, MicroProse, annonce en septembre 1994 le début du développement du quatrième opus de la saga. Falcon 4 sort en 1998 et met en scène le F-16C Fighting Falcon Block 50/52 dans une guerre fictive en Corée.

## Liste des jeux
Il y a eu plusieurs versions majeures et plusieurs extensions commerciales de Falcon :
- Falcon (en) (1987)
- Falcon A.T. (1988)
  - Falcon Mission: Operation Counterstrike|Falcon Mission Disk 1: Operation Counterstrike (1989)
  - Falcon Mission: Operation Firefight|Falcon Mission Disk 2: Operation Firefight (1990)
- Falcon 3.0 (en) (1991)
  - Operation Fighting Tiger (1992)
  - MiG-29 (1993)
  - Hornet: Naval Strike Fighter (1993)
- Falcon 4.0 (1998)
  - Falcon 4.0: Allied Force (2005)

## Récompenses
Le jeu remporte les prix du meilleur logiciel d'action/stratégie, de la meilleure réalisation technique, et du meilleur logiciel de simulation lors des Excellence in Software Awards 1987. Il est également nommé dans les catégories du meilleur son, des meilleurs graphismes, et du meilleur logiciel de divertissement.